# (37003) 2000 TF35
2000 TF35 (asteroide 37003) é um asteroide da cintura principal. Possui uma excentricidade de 0.06237600 e uma inclinação de 3.00235º.
Este asteroide foi descoberto no dia 6 de outubro de 2000 por LONEOS em Anderson Mesa.